# The Dudley Boyz
Dudley Boyz – wrestlingowy tag team występujący obecnie w WWE. Aktualnie znajdują się w nim Brother Ray (Bubba Ray Dudley) i Brother Devon (D-Von Dudley). Jest to jeden z najbardziej utytułowanych tag teamów w historii. Są oficjalnie uznawani jako 23-krotni mistrzowie świata, co czyni ich najbardziej utytułowanym tag-teamem w historii wrestlingu. 21 maja 2007 roku otworzyli Team 3D Professional Academy of Wrestling Entertainment and Sport w X-Cel Fitness Gym w Kissimme na Florydzie.

## Historia
Przez pierwsze trzy lata istnienia Dudley Boyz pracowali w ECW. Potem jednak przenieśli się do WWF. Bubba Ray Dudley znany był (i jest) z tego, że wykonuje wiele niebezpiecznych akcji. Wtedy główną akcją było położenie przeciwnika na stole a następnie skok na niego. Stąd właśnie połamane stoły stały się obiektem ważnym dla wizerunku Dudley Boyz. Na Wrestlemanii X-Seven dołączył do nich Spike Dudley. Po Wrestlemanii 8 WWF zmieniło nazwę na WWE i zostało podzielone na Raw i SmackDown. Wtedy nastąpił chwilowy rozłam Dudley Boyz, ponieważ Bubba Ray Dudley dołączył do Raw a D-Von do SmackDown. Bubba Ray Dudley współpracował z Spike Dudleyem, a D-Von z Batistą. Na Judgment Day doszło do sprzeczki Bubby i D-Vona, w wyniku czego ten pierwszy został zaatakowany przez Batistę. Wtedy to Bubba stworzył ze Spike Dudleyem nowych "Dudley Boyz". Następnie doszło do zjednoczenia Dudley Boyz. Dudley Boyz pozostawali w zjednoczeniu aż do zwolnienia ekipy z WWE w 2005 roku. Dodatkowo WWE zastrzegło prawa do nazwy "Dudley", uważając, że jest to część znaku towarowego WWE. 24 sierpnia 2015 powrócili do WWE na Monday Night RAW gdzie zaatakowali The New Day po ich walce z Lucha Dragons. Zawalczyli oni na Night Of Champions o pasy z The New Day jednak nie udało im się wygrać tytułów.

## TNA
Brother Ray i Brother Devon (Bubba Ray Dudley i D-Von Dudley) zadebiutowali na IMPACTIE jako Team 3D. W federacji tej posiadali NWA World Tag Team Championship oraz TNA World Tag Team Championship, ponadto byli tag-teamem roku TNA w 2005 roku. Obecnie nie posiadają żadnego pasa mistrzowskiego w TNA. Zakończyli Oni karierę w federacji TNA 24 sierpnia 2015 roku.
Finishery
- Dudley Death Grop (Flapjack (D-Von) / Cutter (Ray)

## Osiągnięcia
All Japan Pro Wrestling
- World Strongest AJPW Tag Team (2005)

Extreme Championship Wrestling
- ECW World Tag Team Championship (8 razy)

Hustle
- Hustle Tag Team Championship

- New Japan Pro Wrestling

IWPG
- Tag Team Championship (2 razy)

Pro Wrestling Illustrated
- PWI Match of the Year (2000) vs. Edge i Christian vs. Hardy Boyz w meczu Ladder Triangle na gali Wrestlemania 2000
- PWI Match of the Year (2001) vs. Edge i Christian vs. Hardy Boyz w meczu stoły, drabiny, krzesła na Wrestlemania X-Seven
- PWI Tag Team Roku (2001, 2009)
- PWI Tag Team Dekady (2000-2009)

Total Nonstop Action Wrestling
- NWA World Tag Team Championship
- TNA World Tag Team Championship (2 razy)
- TNA Tag Team roku (2005)

World Wrestling Federation / Entertainment (WWF / E)
- WWE Tag Team Championship
- WWE World Tag Team Championship (8 razy)
- WWF Hardcore Championship (11 razy) - Bubba Ray Dudley
- WWF European Championship - Spike Dudley